# Avenue de la Grande Armée

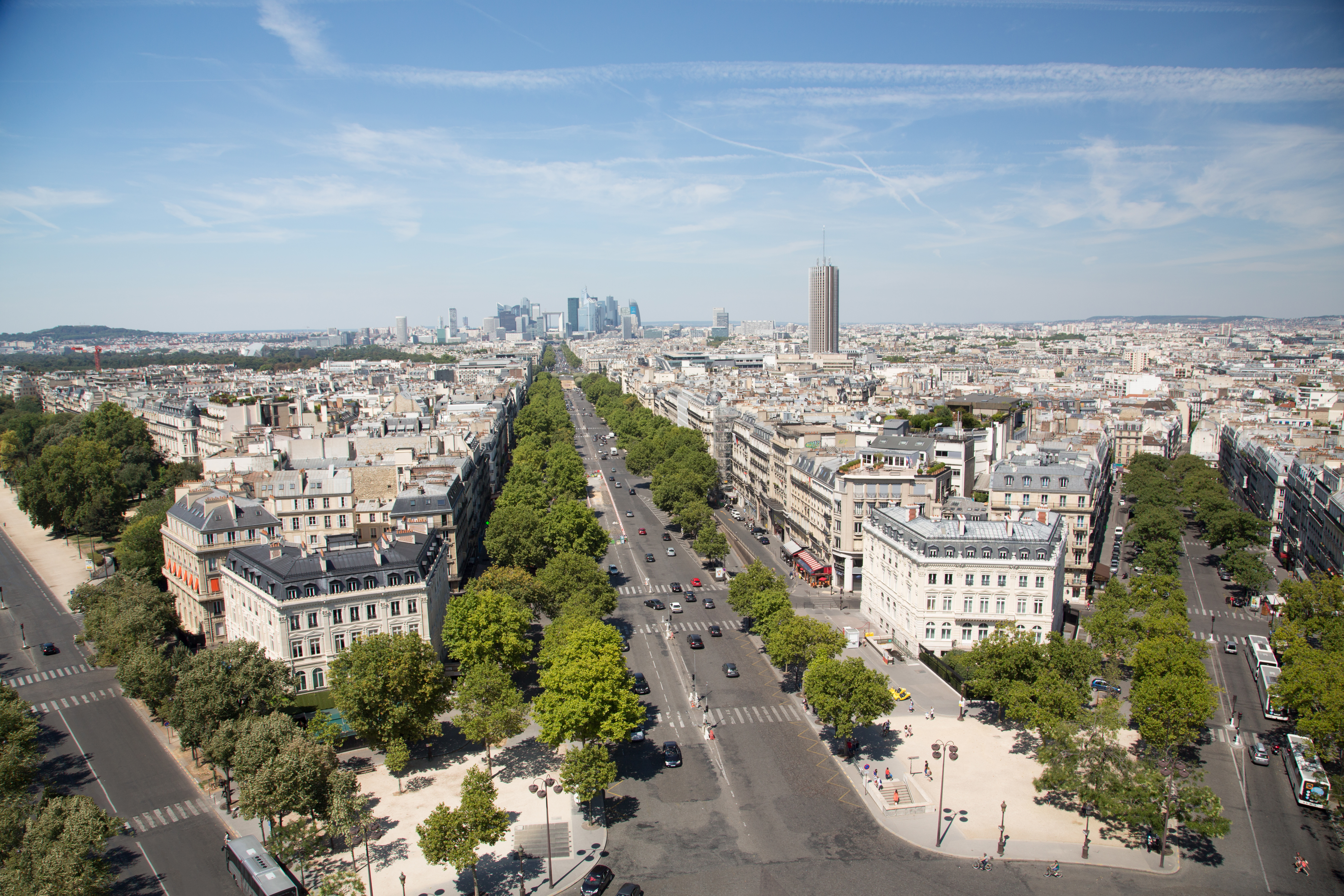
A avenida de la Grande Armée vista do Arco do Triunfo

A Avenue de la Grande Armée é uma avenida em Paris, França, marcando a fronteira entre o 16º e o 17º "arrondissements". Foi anteriormente nomeada Avenue de la Porte Maillot como parte da Route nationale 13, mas foi renomeada para o seu nome atual em 1864 em homenagem ao Grande Armée das Guerras Napoleônicas.

## Geografia
A avenida começa na Place Charles de Gaulle e termina em um cruzamento com a Avenue de Malakoff e Boulevard Pereire. Tem 775 metros de comprimento e 70 metros de largura. Continua no mesmo alinhamento da Avenue des Champs-Élysées, continuada pela Avenue Charles-de-Gaulle até Neuilly-sur-Seine, em direção a la Défense. O túnel de l'Étoile sob o Arco do Triunfo liga diretamente a avenida dos Champs-Élysées à Avenue de la Grande Armée.

## Empresas notáveis
A avenida foi ocupada por vários negócios:
- A fabricante de bicicletas e automóveis Société Parisienne de 1876 a 1903.
- A primeira concessionária da Charron, Girardot et Voigt de 1901 até 1930.